# Val-de-Vie

Val-de-Vie is een gemeente in het Franse departement Calvados in de regio Normandië. De gemeente is op 1 januari 2016 ontstaan door de fusie van de gemeenten La Brévière, La Chapelle-Haute-Grue, Sainte-Foy-de-Montgommery en Saint-Germain-de-Montgommery.
1. ↑  Populations de référence 2022.